# The Hangover (franquia)
The Hangover é uma franquia de três filmes de comédia estadunidense, produzidos pela Legendary Pictures e distribuído pela Warner Bros Pictures. Todos dirigido por Todd Phillips e estrelados por Bradley Cooper, Ed Helms, Zach Galifianakis, Justin Bartha e Ken Jeong. The Hangover foi lançado em 5 de junho de 2009, seguido pelo The Hangover Part II que foi lançado em 26 de maio 2011. The Hangover Part III, é o terceiro e último filme da franquia, e foi lançado em 24 de maio de 2013 nos Estados Unidos e 31 de maio de 2013 no Brasil.
Os dois primeiros filmes retratam um trio de amigos, conhecido como "Bando de Lobos", que deve localizar um quarto amigo, depois de perder ele durante uma noite de festa antes de um casamento. Parte III, porém, descreve uma viagem por estrada em vez de um casamento ou uma despedida de solteiro. Apesar de ter ganhando comentários mesclados de críticos de cinema, a franquia já arrecadou mais de $1.4 bilhão no mundo.

## Filmes

### The Hangover (2009)
The Hangover conta a história de Phil Wenneck, Stu Price e Alan Garner, que viajam para Las Vegas para uma despedida de solteiro para comemorar o casamento de seu amigo Doug Billings. No entanto, Phil, Stu e Alan não se lembram dos eventos da noite anterior e devem encontrar Doug antes do casamento começar.
Os roteiristas Jon Lucas e Scott Moore escreveu o roteiro depois de ouvir como um amigo do produtor executivo Chris Bender desapareceu após sua despedida de solteiro em Las Vegas. Logo mais tarde o roteiro é vendido a Warner Bros por US $ 2 milhões, o diretor Todd Phillips e Jeremy Garelick reescreveu o roteiro para incluir uma tigre, também colocando um subtrama envolvendo um bebê, roubo de carros da polícia e o ex-boxeador Mike Tyson. As filmagens ocorreram em Nevada por 15 dias.

### The Hangover Part II (2011)
The Hangover Part II conta a história de Phil, Stu, Alan e Doug que viajam para Tailândia para o casamento de Stu. Entretanto, o que era para ser uma simples despedida de solteiro acabou se transformando em outra aventura muito louca, só que agora num país diferente, com suas proprias regras e a promessa de ser "marcante".
Warner Bros contratou Todd Phillips e Scot Armstrong para escrever uma sequência de The Hangover em abril de 2009. Os atores principais foram lançadas em março de 2010 para reprisar seus papéis do primeiro filme. A produção começou em outubro de 2010, em Ontário, Califórnia , antes de passar na Tailândia.

### The Hangover Part III (2013)
Todd Phillips anunciou planos para o terceiro filme em maio de 2011, dias antes do lançamento de The Hangover Part II. Craig Mazin, que co-escreveu o roteiro do filme anterior da franquia, já entrou em negociações adiadas para escrever o terceiro juntamente com Phillips. Os atores principais, assinaram o contrato em em janeiro de 2012 ea produção do filme inicio-se em setembro de 2012. O filme foi lançado em 24 de maio de 2013 nos Estados Unidos e 31 de maio de 2013 no Brasil.

## Elenco
| Personagem        | The Hangover      | The Hangover Part II | The Hangover Part III |
| ----------------- | ----------------- | -------------------- | --------------------- |
| Phil Wenneck      | Bradley Cooper    | Bradley Cooper       | Bradley Cooper        |
| Stuart Price      | Ed Helms          | Ed Helms             | Ed Helms              |
| Alan Garner       | Zach Galifianakis | Zach Galifianakis    | Zach Galifianakis     |
| Doug Billings     | Justin Bartha     | Justin Bartha        | Justin Bartha         |
| Leslie Chow       | Ken Jeong         | Ken Jeong            | Ken Jeong             |
| Jade              | Heather Graham    |                      | Heather Graham        |
| Sid Garner        | Jeffrey Tambor    | Jeffrey Tambor       | Jeffrey Tambor        |
| Tracy Billings    | Sasha Barrese     | Sasha Barrese        | Sasha Barrese         |
| Lauren Price      |                   | Jamie Chung          | Jamie Chung           |
| Stephanie Wenneck | Gillian Vigman    | Gillian Vigman       | Gillian Vigman        |
| Melissa           | Rachael Harris    |                      |                       |
| Black Doug        | Mike Epps         |                      | Mike Epps             |
| Mike Tyson        | Ele mesmo         | Ele mesmo            |                       |
| Eddie / Samir     | Bryan Callen      | Bryan Callen         |                       |
| Kingsley          |                   | Paul Giamatti        |                       |
| Marshal           |                   |                      | John Goodman          |

## Recepção

### Desempenho de bilheteria
| Filme                | Data de lançamento nos EUA | Receitas       | Receitas      | Receitas        | Rank                         | Rank                     | Orçamento    | Referências |
| Filme                | Data de lançamento nos EUA | Estados Unidos | Internacional | Em todo o mundo | Domésticos de todos os tempo | Todos os tempos no mundo | Orçamento    | Referências |
| -------------------- | -------------------------- | -------------- | ------------- | --------------- | ---------------------------- | ------------------------ | ------------ | ----------- |
| The Hangover         | 5 de junho de 2009         | $277,322,503   | $190,161,409  | $467,483,912    | #55                          | #118                     | $35,000,000  | [ 16 ]      |
| The Hangover Part II | 26 de maio de 2011         | $254,464,305   | $327,000,000  | $581,464,305    | #66                          | #79                      | $80,000,000  | [ 17 ]      |
| Total                |                            | $531,786,808   | $517,161,409  | $1,048,948,217  |                              |                          | $115,000,000 |             |

### Reação da crítica
| Filme                | Rotten Tomatoes       | Rotten Tomatoes      | Metacritic          |
| Filme                | Global                | Críticos superiores  | Metacritic          |
| -------------------- | --------------------- | -------------------- | ------------------- |
| The Hangover         | 78% (217 comentários) | 78% (43 comentários) | 73 (31 comentários) |
| The Hangover Part II | 35% (226 comentários) | 23% (40 comentários) | 44 (40 comentários) |
| Média de votos       | 57%                   | 51%                  | 59                  |